# باب تازة (رواية)
باب تازة هي رواية للكاتب والروائي المغربي عبد القادر الشاوي. صدرت سنة 1994 عن منشورات الموجة في الرباط. ترجمت إلى الإسبانية

## فكرة وأصل تأليف الرواية
تعود فكرة تأليف رواية باب تازة إلى رسالة توصل بها كاتبها عبد القادر الشاوي من أحد أصدقائه الإسبان وتتضمن صورة لهما وهما في القسم بإحدى مدارس باب تازة زمن الحماية الإسبانية

## ملخص الرواية
تدور الرواية حول صحافي يدعى عبد الله المتوكل، كلف بمهمة التحقيق في الوفاة الغامضة لرجل يدعى محمد المكوتي توفي داخل متجره، مع ما رافق ذلك من خروج ابنه المفضل من سجن تازمامرت بعد قضائه هناك حوالي اثنتي عشرة سنة بتهمة مشاركته كطيار في محاولة الانقلاب الفاشلة ضد الحسن الثاني التي جرت وقائعها في سماء المناطق الشمالية سنة 1972. رفض مدير الجريدة التي كان يعمل بها عبد المتوكل نشر التحقيق دون توضيح السبب وإن كان يبدو أنه سياسي، وعوض ذلك طلب منه السفر إلى تطوان لمعاينة الأحداث التي اندلعت بها سنة 1984، والتي عرفت بانتفاضة الجوع. غير أن الصحفي، أثناء مقامه بباب تازة، سقط في حبها وشُغِف بتتبع المعيش اليومي لسكانها، فشرع يتأمل القرية وتاريخها وناسها وصراعاتهم اليومية، متجاهلا مهمة البحث والتثبت مما إذا كانت وفاة محمد المكوتي طبيعية أم لا.
يمثل الصمت البنية العميقة والمضمر في رواية باب تازة، إذ يشكّل منطِقها الخفي الذي يتجاوز ظاهر الحكي إلى ما هو كامن في السياق والدلالة. ففي حين تسير الأحداث وفق منطق ظاهر يتتبع مصائر شخصيات محددة، يظلّ الصمت هو العامل الموحِّد بينها، والرمز الذي يكشف عن أفق المسكوت عنه في الواقع السياسي والاجتماعي.
يتجلّى هذا الصمت أولًا في لغز ذهاب شخصية محمد المكوتي إلى مدينة القنيطرة قبيل وفاته، حيث يظل سبب هذه الرحلة مجهولًا، وكذلك الظروف المحيطة بوفاته، دون أن يجرؤ أحد على البوح أو البحث. وفي مشهد آخر، حين يعود المفضل من معتقل تازمامرت، مثقلًا بسنوات من العزلة القسرية والتعذيب، يختار الصمت بدلًا من الاحتجاج أو الإفصاح، وذلك نتيجة تهديد صريح تلقاه من ممثل السلطة في قريته، ما يعكس مناخ القمع وكبت الأصوات الذي يميز تلك المرحلة.
أما الشخصية الثالثة، عبد الله المتوكل، الصحفي الذي كُلّف بإعداد تحقيق صحفي حول الأوضاع المزرية في المنطقة، فيصطدم بجدار مؤسسي من الصمت الإعلامي، إذ ترفض الجريدة التي يعمل بها نشر التحقيق، رغم تكليفه الرسمي بذلك. وقد عبّر عن خيبته في رسالة إلى مدير الجريدة جاء فيها: «وفي جميع الأحوال فإن نشر التحقيق قد يكون مناسبة للتذكير بواقع منطقة تعاني من شتى أنواع الحصار» (ص41). ورغم هذه المرافعة الصحفية، آثرت الجريدة تخصيص صدر صفحتها الأولى لخبر قادم من تونس، متجاهلة ما يجري في تطوان المحاصَرة، ما يُظهر مفارقة فادحة في سلم الاهتمامات الإعلامية والسياسية.
تتجسد هذه المفارقة كذلك في المشهدية العامة بين باب تازة وتطوان، حيث يسود الخرس في الأولى، مقابل تمرد في الثانية، وكأن الرواية تدعو إلى مساءلة حدود التعبير والكتابة، بل وتدفع القارئ إلى التفكير فيما إذا كان أفق الكتابة الممكن هو تحوّل الروائي إلى بديل عن الصحفي، أو خروجه من "شرنقة الصحافة" نحو فضاء أكثر حرية في التعبير والبوح.
من هذا المنظور، تقيم الرواية حوارًا عميقًا بين القول والصمت، بين الكتابة والخوف، وتؤسس لفكرة أن الأدب قد يكون الملاذ الأخير للتعبير عن المسكوت عنه حين تعجز المؤسسات عن ذلك.